# 馬應國
馬應國，四川成都人，清朝軍事將領。
嘉庆二十五年七月十六，由广东高州镇总兵官升任廣西提督。道光元年十月十一（1821年11月5日），召京降职。